# Elsa Marval
Elsa Marval (Argentina, 16 de octubre de  1930 - Buenos Aires, 21 de diciembre de 2010) fue una actriz, pianista y cantante argentina que se destacó en la lírica, en la canción popular y por su trabajo como actriz de cine y teatro.

## Carrera profesional
Hija de María del Pilar, una cantante española de ópera y zarzuela, debutó como niña prodigio en Radio Splendid a los once años interpretando el Vals del Minuto de Chopin, pieza en la cual interpretaba la melodía con su voz a la vez que tocaba en el piano la partitura original de la obra. Esta particular habilidad produjo interés en varios productores tras su primera actuación en Radio Splendid. Meses después grabó un primer álbum, titulado Elsa Marval, El Ruiseñor de las Américas.
En su adolescencia estudió canto con Roberto Sussini, quien la impulsó hacia la ópera, género en el cual debutó en el Teatro Argentino de La Plata, protagonizando Madama Butterfly y, más adelante, otras óperas de Puccini, como Tosca y La Boheme. Sobresalió en la compañía de Enrique T. Susini.
Marval también participó como actriz y cantante en filmes argentinos como Los celos de Cándida (1940), junto a Niní Marshall, Pueblo chico, infierno grande (1940), Somos todos inquilinos y Las locas (1977), entre otras. Dobló a Mirtha Legrand en las canciones en La casta Susana (1944). 
En 1945 integró el elenco del popular programa semanal de radio, Cantan Nuestras Muñecas, en el que cinco jovencitas ―Elsa Marval, Perla Mux, Carmencita Blanco, Virginia Luque y Mabel Nash― cantaban y actuaban dialogando con el locutor Fito Salinas, y con Augusto el Nene Bonardo.
Ya con mayor difusión en su país, hacia fines de los años cuarenta comenzó su proyección internacional, en 1948, cantando en San Pablo (Brasil) en 1948, en la primera emisión de televisión brasileña. Amplió su repertorio con el bolero y otras formas similares de canción romántica de la década de 1950 y grabó para Columbia el álbum Concierto de otoño, con la Orquesta de Félix Guerrero, lo que significó un giro en su carrera y un enorme ascenso de su popularidad. Comenzó así una etapa de gran éxito internacional, con creciente presencia en los medios, y colaboraciones con Nat King Cole, el cubano Bola de Nieve, y actuaciones en toda América. A ello se agregaban lanzamientos anuales de discos y la creación de líneas de ropa femenina y perfumes con su nombre.
Inicialmente instaló su residencia en  Nueva York  y luego de una década en la Ciudad de México, grabó 28 álbumes manteniendo una actividad plena de conciertos, filmaciones de películas y programas de televisión, tanto en Estados Unidos, América Latina y Europa.
Falleció en Buenos Aires, Argentina el 21 de diciembre de 2010. Estuvo casada con el actor argentino Fernando Otero Montrey, con quien tuvo dos hijos, Guadalupe y Fernando Otero, este último un músico reconocido internacionalmente, vocalista, pianista y compositor, ganador del premio Grammy en la Categoría Mejor Álbum de Música Clásica en 2010 por su álbum Vital.

## Filmografía
Actriz
- Las locas (1977).
- Somos todos inquilinos (1954).
- Tú eres la paz (1942).
- Pueblo chico, infierno grande (1940).
- Los celos de Cándida (1940).
- Los ojazos de mi negra (1940).

## Discografía
????: "Concierto de otoño" - PANART RECORDS